# 上智福岡中学校・高等学校
上智福岡中学高等学校（じょうちふくおかちゅうがくこうとうがっこう、英：Sophia Fukuoka Junior-Senior High School）は、福岡県福岡市中央区輝国に所在し、中高一貫教育を提供する私立中学校・高等学校。
高等学校において生徒を募集しない完全中高一貫校。

## 概要
イエズス会を経営母体としている。1932年（昭和7年）に開校した「福岡公教神学校」を前身とし、「平尾学院」「泰星中学校（旧制）」「泰星高等学校（新制）」を経て、1983年（昭和58年）イエズス会に経営移管後、「泰星中学校・高等学校（新制）」となった。2010年（平成22年）には同じイエズス会を経営母体とする上智大学との教育提携を締結し、2011年（平成23年）に現校名となる。2012年（平成24年）には中学校が、2015年（平成27年）には高等学校が男女共学を開始した。
2016年（平成28年）4月1日、設置する「学校法人泰星学園」が、同じくイエズス会を経営母体とする栄光学園（神奈川県鎌倉市）、六甲学院（兵庫県神戸市）、広島学院（広島県広島市）とともに、学校法人上智学院に吸収合併された。これは、日本在住のイエズス会員（司祭）の高齢化に伴い、個別の法人理事会の維持が困難になったことが最大の理由で、当時のイエズス会日本管区の梶山管区長の指示によるもの。完全中高一貫教育を行っているため、学校は名称として通常「上智福岡中学高等学校」を使用している。
教育理念
　より大いなるものを知り、他者に奉仕し、世界への懸け橋となるリーダー
- Magis - 今の自分に満足せず、常により高い自己の発展を求めよ。
- Men and Women for Others with Others - 他者のために生きる。

イエズス会の教育理念であり、姉妹校（イエズス会系列校）と共通。
校訓
- Magis - さらによりよく
- Men and Women for Others, with Others - 他者のために他者とともに
- Excellence - 卓越性を求める

校章
盾に上智大学の象徴である鷲が描かれ、「真理の光」を表すラテン語Lux Veritatisの頭文字のLVと、学校の英語名「SOPHIA FUKUOKA」の文字が入っている。色は群青色・臙脂色・黄色が使用されている。
校歌
2011年（平成23年）度の校名変更にあたり、新しく制定。タイトルは「はばたけ ソフィアの鷲よ」。作詞・作曲は新井満。
学園歌
2011年（平成23年）度の校名変更に至るまで、長年の間校歌として歌われていた。
タイトルは「泰星学園校歌」。作詞は堤清三
、作曲は矢代秋雄。

## 沿革
- 1932年（昭和7年）4月 - カトリック福岡司教区第2代司教のA.ブルトン司教（パリ外国宣教会）によって福岡公教神学校が創立される。
- 1934年（昭和9年）4月 - 福岡県知事より各種学校として認可され、平尾学院と改称。
- 1936年（昭和11年）3月 - 旧制泰星中学校となる。
- 1946年（昭和21年）4月 - カトリックマリア会に経営移管。
- 1947年（昭和22年）4月 - 学制改革により、新制の泰星中学校が開校。
- 1948年（昭和23年）4月 - 学制改革により、新制の泰星高等学校が開校。
- 1951年（昭和26年）3月 - 学校法人泰星学園設立。
- 1959年（昭和34年）3月 - 泰星中学校を廃止する。
- 1969年（昭和44年）4月 - カトリック福岡司教区に経営移管。
- 1974年（昭和49年）2月 - 現校地に移転する。
- 1983年（昭和58年）7月 - イエズス会に経営移管、校地拡張。
- 1984年（昭和59年）4月 - 泰星中学校を再開校する。中高一貫1期生（41期）が中学に入学。
- 1989年（平成元年）4月 - 高等学校からの生徒募集を停止。
- 1989年（平成元年） - ニュージーランド・オークランド・グラマー・スクールと交換ホームステイ開始。
- 1991年（平成3年）3月 - 完全中高一貫教育体制が確立（高3: 43期〜中1: 48期）。
- 1997年（平成9年）9月 - 東ティモールの聖ヨセフ学園高等学校と姉妹校となる。
- 2010年（平成22年）4月 - 上智大学との教育提携を締結。
- 2011年（平成23年）4月 - 上智福岡中学校・高等学校に改称。
- 2012年（平成24年）4月 - 中学校が共学化する。
- 2015年（平成27年）4月 - 高等学校が共学化する。
- 2016年（平成28年）4月 - 同じ経営母体（イエズス会）の学校法人上智学院に吸収合併される。附属校化はせず、学校名は変更しない[5]。
- 2018年（平成30年）3月 - 共学化後、女子生徒が初めて高等学校を卒業（69期）。[6]

## 学校生活
- 制服は、男子は冬は濃紺色のブレザーにグレーのズボンと白のボタンダウンシャツ。ネクタイの色は、中学は青のストライプ柄、高校は赤色のストライプ柄。夏は白のカッターシャツ（半袖）にグレーのズボン。中高ともにネクタイはなし。男子校時代、「校内着」と呼ばれる白のズボンを着用していたが、共学に伴い廃止となった。かつては黒の学ランだったが、1985年に今よりやや明るい紺のブレザーへと改変され、さらに2011年より現デザインとなった。女子は冬は紺色のブレザーにグレーのスカートと白のボタンダウンブラウス。ネクタイの色は男子と同じ。夏は白のカッターシャツ（半袖）にグレーのスカート。オプションとしてPコート、Vネックのセーター（冬はグレー、夏はホワイト）、ベストがある[7]。
- 授業の初めと終わりに、「黙想（立腰黙想）」と呼ばれる姿勢を正して沈黙する短い時間があり、気持ちを切り替え学習効率を高める指導がされている。
- 放課後の部活動（週3日以内）は義務ではないが、中学生には、自学自習ができるようにすることを目的として、部活動のない日に「ストゥディウム」と呼ばれる放課後の自習指導がある。高校生には、より高度な内容を身に付けることを目的として、放課後講座が開講されている。遠隔地から通学する生徒への配慮から、早朝補習（通称0時間目）等の制度は存在しない。
- 国際交流活動として、15年以上にわたってニュージーランドのオークランド・グラマー・スクールと交換ホームステイを行っていたが、リーマン・ショック以降は中止している。ホームステイの期間は約2週間で、その間一緒に通学し、現地の授業に参加したり、語学教室を受けたり、市内を見学したりする。また近年は、オーストリア、アイスランド、オランダ、インドなど、様々な国から留学生を受け入れている。
- 中学3年でオーストラリアに10日間（ホームステイ）の語学研修、高校2年で奈良・京都に5日間の研修旅行が行われている[8]。
- 通常授業のほかに、年1回行われるキャリアデイと呼ばれる特別授業がある。これは後援会の協力により在校生の保護者を臨時講師として20数名招き、実社会での経験に基づくテーマで学級ごとに講演を行うというものである。

## 学校関係者
著名な卒業生
- 野田昌宏（SF作家、翻訳家、日本テレワーク相談役、3期）
- 深堀敏（カトリック高松司教区司教）
- 森山信三（カトリック大分司教区司教、28期）[9]
- 立花洋一（ジャズピアニスト、29期）
- 鳥越徹（鳥越製粉会長兼社長、33期）
- 栗田善太郎（地方タレント、パーソナリティ、41期）
- 福岡竜馬（福岡放送アナウンサー、46期）[10]
- 田村志朗（梓書院代表取締役社長、47期）
- 濱野賢一朗（オープンソース教育、リナックスアカデミー学校長、50期）
- 加耒徹（バリトン歌手、54期）
- 竹内將人（元劇団四季子役、64期）

教職員経験者
- 小柳陽太郎（作家、元九州造形短期大学教授）
- ロバート・M・フリン（神父、プログレス・イン・イングリッシュ作成者）
- 粟本昭夫（元イエズス会日本管区長、元六甲学院校長・理事長）

## 姉妹校
日本国内
- 上智大学（東京都千代田区）
- 上智大学短期大学部（神奈川県秦野市）
- 栄光学園中学校・高等学校（神奈川県鎌倉市）
- 六甲学院中学校・高等学校（兵庫県神戸市）
- 広島学院中学校・高等学校（広島県広島市）
- エリザベト音楽大学（広島県広島市）

上記の学校は全て、上智福岡と同じくイエズス会を経営母体としている。
上智大学は設立の経緯から、自らの附属中学校・高等学校を持たない。このため、イエズス会が経営する高等学校には内部進学制度が存在しないが、同大学への指定校推薦枠を持っている。上智福岡の上智大学への推薦枠は、教育提携後の2010年（平成22年）に最大20名に拡大され、さらに法人合併後の2016年（平成28年）からは最大30名に拡大されている。
海外
- 聖ヨセフ学園高等学校（東ティモール）
1997年7月に校長が自ら訪問し、同年9月に特別な姉妹校の関係を組んだ[11]。それ以降も、教員や卒業生が同校を訪れるなどしていたが[12]、新たに東ティモールでイエズス会が学校を設立することになったため、現在は提携を解消している。

## 舞台となった作品
テレビドラマ
- 「家族って何?」[13]（福岡放送（FBS）、2001年（平成13年）7月撮影、8月の24時間テレビ（日本テレビ系列）で全国放送。）
出演者 - 大坂俊介、田中健、高橋ひとみ、布施博、野村真美、山本華世、今井雄太郎、小門容子
本校の生徒もエキストラとして出演した。

## 交通アクセス
最寄駅
- 桜坂駅から徒歩15分。

最寄バス停
- 西鉄バス 「上智福岡中高前」バス停から徒歩1分。

## 労働問題
2015年7月、常勤講師だった女性による講師の地位確認などを求めた訴訟の判決で、福岡地裁は請求を認め、雇用関係の継続と未払い賃金の支払いを命じた。女性講師が家族の病気を理由に次年度の部活動顧問を断ったことを、雇用の継続を断ったと曲解した校長のパワハラが紛争の原因。高裁係属中に和解が成立。女性講師は2016年4月に職場復帰し、その後教諭として採用された。